# Condecoraciones Pontificias

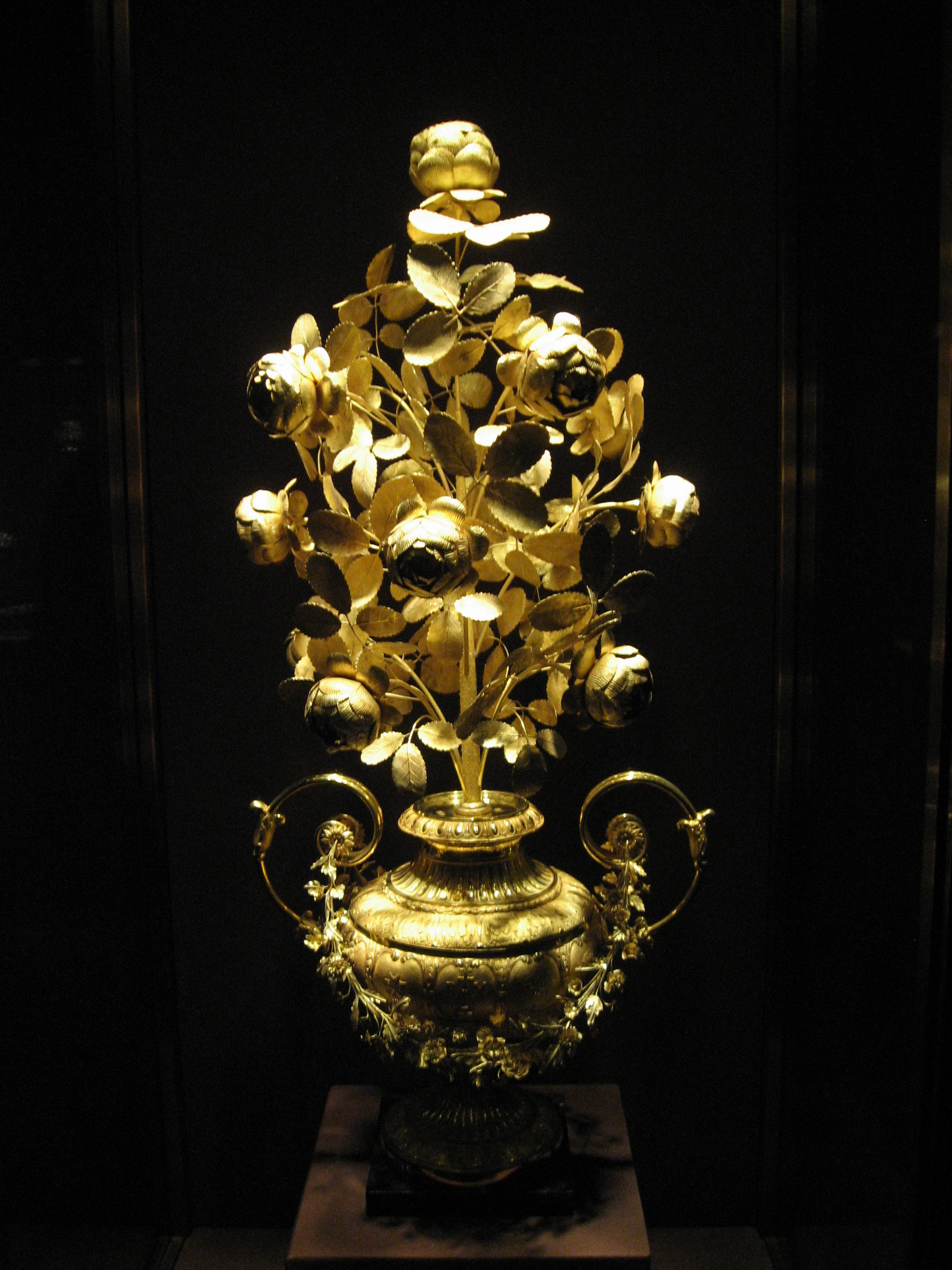
La Rosa de Oro es una distinción que otorga el papa y la Iglesia católica a personas destacadas

Las condecoraciones pontificias (o papales) son órdenes ecuestres y otras distinciones honoríficas que el Soberano Pontífice confiere a personas de vida intachable que han promovido de alguna forma los intereses de la sociedad, de la Iglesia católica y de la Santa Sede.
Las condecoraciones que discierne la Santa Sede, ordenadas de acuerdo a su importancia y dignidad son:

## Órdenes ecuestres
- Suprema Orden de Cristo.
- Orden de la Espuela de Oro.
- Orden Piana (del Beato Pío IX).
- Orden de San Gregorio Magno.
- Orden de San Silvestre.

La Santa Sede también reconoce a la Soberana Orden Militar de Malta y tutela a la Orden de Caballería del Santo Sepulcro de Jerusalén.

## Cruces
- Pro Ecclesia et Pontifice
- Medalla Benemerenti
- Cruz de León XIII

## Otras
- Rosa de Oro

El Papa confiere igualmente distinciones honoríficas exclusivas para clérigos:
- Prelado de Honor de Su Santidad
- Capellán de Su Santidad

## Títulos Nobiliarios
Hasta el Papa Pablo VI, los Sumos Pontífices otorgaban también títulos de nobleza a hombres o mujeres extraordinariamente destacados en el servicio a la Iglesia, a la fe católica o al papa y eran concedidos por el Papa en su calidad de soberano temporal. Los títulos pontificios podían ser personales (vitalicios) o hereditarios en línea recta y masculina, por regir la Ley Sálica. Sin embargo, la Santa Sede, a diferencia de otras monarquías, se reservaba siempre el derecho de examinar la conveniencia, dignidad y méritos de los posibles herederos no bastando únicamente los derechos genealógicos.
Algunos títulos pontificios concedidos en España son:, Marqués de Balanzó, Marqués de Camps, Marqués de Casaquijano, Marqués de Julià, Marqués de Ferrer-Vidal, Marqués de Gadea-Orozco, Marqués de Montsalud, Condesa de Pardo Bazán, Conde de Sicart, Conde de Vidal y Conde de Vilarga Condado de Aldama y Marquesado de Ayala.
Los últimos sumos pontífices, Juan Pablo II y Benedicto XVI retomaron discretamente la concesión de este tipo de dignidades [cita requerida].